# Eugène Freyssinet

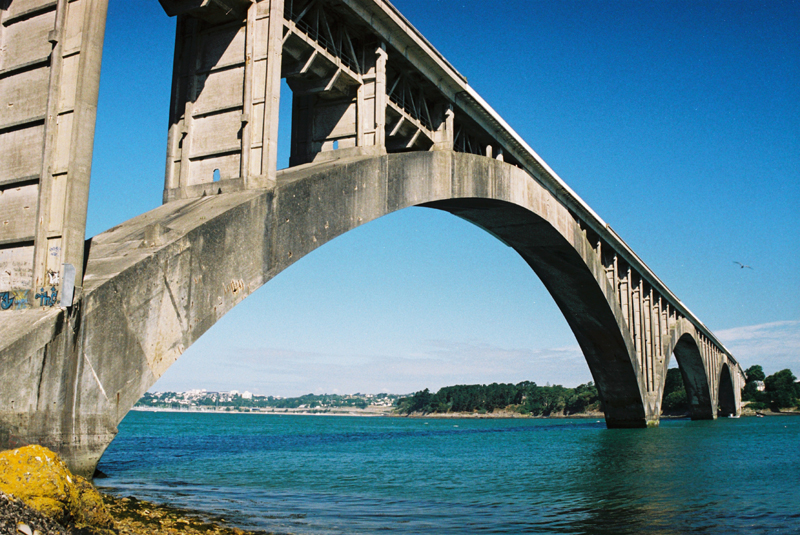
Pont Albert-Louppe - most zaprojektowany przez Eugène'a Freyssineta

Eugène Freyssinet (1879–1962) – francuski inżynier, specjalista w dziedzinie konstrukcji żelbetowych. Konstruował pierwsze żelbetowe mosty łukowe, był pionierem konstrukcji strunobetonowych. Skonstruował hangary lotnicze w Orly pod Paryżem.